# Belgische kampioenschappen veldrijden 2022
De Belgische kampioenschappen veldrijden 2022 werden gehouden in het weekend van 8 en 9 januari 2022 in Middelkerke.

## Uitslagen

### Mannen elite
| pos.   | renner                 | tijd     |
| ------ | ---------------------- | -------- |
| Goud   | Wout van Aert          | 0u58'11" |
| Zilver | Laurens Sweeck         | +1'16"   |
| Brons  | Quinten Hermans        | +1'27"   |
| 4.     | Jens Adams             | +1'34"   |
| 5.     | Gianni Vermeersch      | +1'40"   |
| 6.     | Michael Vanthourenhout | +1'54"   |
| 7.     | Toon Aerts             | +2'11"   |
| 8.     | Daan Soete             | +3'04"   |
| 9.     | Toon Vandebosch        | +3'04"   |
| 10.    | Tom Meeusen            | +3'17"   |

### Mannen elite met clubploegen
| pos.   | renner         | tijd     |
| ------ | -------------- | -------- |
| Goud   | Arne Vrachten  | 1u03'23" |
| Zilver | Seppe Rombouts | +0'21"   |
| Brons  | Julian Siemons | +0'44"   |
| 4.     |                |          |
| 5.     |                |          |

### Vrouwen elite
| pos.   | renner                   | tijd     |
| ------ | ------------------------ | -------- |
| Goud   | Sanne Cant               | 0u50'59" |
| Zilver | Marion Norbert-Riberolle | +1'08"   |
| Brons  | Laura Verdonschot        | +1'40"   |
| 4.     | Alicia Franck            | +2'58"   |
| 5.     | Lotte Kopecky            | +3'20"   |
| 6.     | Marthe Truyen            | +3'37"   |
| 7.     | Suzanne Verhoeven        | +3'46"   |
| 8.     | Kiona Crabbé             | +4'20"   |
| 9.     | Karen Verhestraeten      | +4'29"   |
| 10.    | Jana Dobbelaere          | +4'43"   |

### Mannen U23
| pos.   | renner           | tijd     |
| ------ | ---------------- | -------- |
| Goud   | Emiel Verstrynge | 0u47'55" |
| Zilver | Jente Michels    | +0'12"   |
| Brons  | Joran Wyseure    | +0'28"   |
| 4.     | Gerben Kuypers   | +0'56"   |
| 5.     | Witse Meeussen   | +1'22"   |
| 6.     | Lennert Belmans  | +1'25"   |
| 7.     | Sander De Vet    | +2'10"   |
| 8.     | Anton Ferdinande | +2'11"   |
| 9.     | Clement Horny    | +2'24"   |
| 10.    | Jelle Vermoote   | +2'41"   |

### Vrouwen U23
| pos.   | renner           | tijd     |
| ------ | ---------------- | -------- |
| Goud   | Kiona Crabbé     | 0u55'19" |
| Zilver | Julie Brouwers   | +2'04"   |
| Brons  | Sterre Vervloet  | +2'55"   |
| 4.     | Marthe Goossens  | +3'08"   |
| 5.     | Tessa Zwaenepoel | +3'46"   |
| 6.     | Cato Cassiers    | +4'20"   |
| 7.     |                  |          |
| 8.     |                  |          |
| 9.     |                  |          |
| 10.    |                  |          |

### Mannen junioren
| pos.   | renner              | tijd     |
| ------ | ------------------- | -------- |
| Goud   | Yordi Corsus        | 0u38'03" |
| Zilver | Aaron Dockx         | +0'29"   |
| Brons  | Ferre Urkens        | +0'32"   |
| 4.     | Viktor Vandenberghe | +0'32"   |
| 5.     | Wies Nuyens         | +0'50"   |

### Vrouwen junioren
| pos.   | renner             | tijd     |
| ------ | ------------------ | -------- |
| Goud   | Xaydee Van Sinaey  | 0u36'15" |
| Zilver | Fleur Moors        | +1'00"   |
| Brons  | Jana Van Der Veken | +2'33"   |
| 4.     | Febe De Smedt      | +2'46"   |
| 5.     | Chloë Van Den Eede | +4'00"   |

### Jongens Nieuwelingen (2e jaar)
| pos.   | renner             | tijd     |
| ------ | ------------------ | -------- |
| Goud   | Axel Van Den Broek | 0u32'00" |
| Zilver | Neo Tielens        | +0'29"   |
| Brons  | Jasper Schoofs     | +0'40"   |
| 4.     | Zander Tielens     | +0'46"   |
| 5.     | Nio Vandevorst     | +0'56"   |

### Jongens Nieuwelingen (1e jaar)
| pos.   | renner                 | tijd     |
| ------ | ---------------------- | -------- |
| Goud   | Arthur Van Den Boer    | 0u32'55" |
| Zilver | Naud De Clercq         | +0'44"   |
| Brons  | Mathias De Keersmaeker | +1'20"   |
| 4.     | Lars Daelmans          | +1'33"   |
| 5.     | Fausto Delmé           | +1'43"   |

### Meisjes Nieuwelingen
| pos.   | renner                | tijd     |
| ------ | --------------------- | -------- |
| Goud   | Shanyl De Schoesitter | 0u32'20" |
| Zilver | Emma Szekely          | +0'48"   |
| Brons  | Noor Vandendijck      | +0'57"   |
| 4.     | Merel Vandevelde      | +2'05"   |
| 5.     | Ilken Seynave         | +2'21"   |

Kampioenschappen:  Wereldkampioenschappen ·
 Europese kampioenschappen ·
 Belgische kampioenschappen ·
 Nederlandse kampioenschappen
Klassementen:  Wereldbeker ·
 Superprestige ·
 X²O Badkamers Trofee ·
 TOI TOI Cup ·
 USCX Series ·
 Coupe de France ·
 National Trophy Series ·
 Copa de España ·
 New England Series
Overig:  Ethias Cross ·  Losse crossen België
Geen UCI-cat.:  Giro d'Italia Ciclocross
1910 · 
1911 · 
1912 · 
1913 · 
1914 · 
1915-1920 · 
1921 · 
1922 · 
1923 · 
1924 · 
1925 · 
1926 · 
1927 · 
1928 · 
1929 · 
1930 · 
1931 · 
1932 · 
1933 · 
1934 · 
1935 · 
1936 · 
1937 · 
1938 · 
1939 · 
1940 · 
1941 · 
1942 · 
1943 · 
1944 · 
1945 · 
1946 · 
1947 · 
1948 · 
1949 · 
1950 · 
1951 · 
1952 · 
1953 · 
1954 · 
1955 · 
1956 · 
1957 · 
1958 · 
1959 · 
1960 · 
1961 · 
1962 · 
1963 · 
1964 · 
1965 · 
1966 · 
1967 · 
1968 · 
1969 · 
1970 · 
1971 · 
1972 · 
1973 · 
1974 · 
1975 · 
1976 · 
1977 · 
1978 · 
1979 · 
1980 · 
1981 · 
1982 · 
1983 · 
1984 · 
1985 · 
1986 · 
1987 · 
1988 · 
1989 · 
1990 ·
1991 ·
1992 ·
1993 ·
1994 ·
1995 ·
1996 ·
1997 ·
1998 ·
1999 ·
2000 · 
2001 · 
2002 · 
2003 · 
2004 · 
2005 · 
2006 · 
2007 · 
2008 · 
2009 ·
2010 ·
2011 ·
2012 ·
2013 ·
2014 ·
2015 ·
2016 ·
2017 ·
2018 ·
2019 ·
2020 ·
2021 ·
2022 ·
2023 · 2024 · 2025